# خوان خوسيه فويرتيس مارتينيز
خوان خوسيه فويرتيس مارتينيز (بالإسبانية: Juan José Fuertes)‏ (مواليد 11 مارس 1976) هو سبّاح إسباني، مثّل بلاده في الألعاب البارالمبية الصيفية 1996.

## روابط خارجية
خوان خوسيه فويرتيس مارتينيز على موقع Paralympic.org (الإنجليزية)
- خوان خوسيه فويرتيس مارتينيز على موقع اللجنة البارالمبية الإسبانية (الإسبانية)